# روبرت كيلي (ضابط)
روبرت كيلي (بالإنجليزية: Robert Kelly)‏ هو ضابط أمريكي، ولد في 9 يونيو 1913 في نيويورك في الولايات المتحدة، وتوفي في 23 يناير 1989 في كولومبيا في الولايات المتحدة بسبب ذات الرئة.